# Lake Point Tower
Il Lake Point Tower è un grattacielo ad uso residenziale situato su un promontorio del lungo il lago Michigan nel centro di Chicago. situato vicino al Navy Pier, l'edificio è l'unico grattacielo nel centro di Chicago ad est di Lake Shore Drive. L'edificio, composto da 70 piani, è alto 196,6 metri ed è stato completato nel 1968.
La sua forma ad "Y" curva ha ispirato l'architetto Adrian Smith nella progettazione del Burj Khalifa.